# Kremen, Krško
Kremen este o localitate din comuna Krško, Slovenia, cu o populație de 204 locuitori.